# Équipe du Cameroun féminine de basket-ball
Cet article traite de l'équipe féminine. Pour l'équipe masculine, voir Équipe du Cameroun masculine de basket-ball.
Maillots
L'équipe du Cameroun féminine de basket-ball est l'équipe nationale qui représente le cameroun dans les compétitions internationales féminines de basket-ball. Elle est placée sous l'égide de la Fédération camerounaise de basket-ball (Cameroon Basketball Federation ou CBF). L'équipe est affiliée à la FIBA depuis 1965. Elle est surnomée "Les Lions indomptables".
La meilleure performance de l'équipe du Cameroun au championnat d'Afrique est un deuxième place obtenue en 2015. Il a également obtenu une troisième place en 1983, 1984 et 2021. Le Cameroun ne s'est jamais qualifié pour la coupe du monde ou les Jeux olympiques mais il a participé au tournoi préolympique 2016.

## Résultats

### Palmarès
| Compétitions mondiales                             | Compétitions continentales                                                                              |
| -------------------------------------------------- | --- |
| - Jeux olympiques - Néant - Coupe du monde - Néant | - AfroBasket - Finaliste en 2015 - Troisième en 1983, 1984 et 2021 - Jeux africains - Finaliste en 1978 |

### Parcours en compétitions internationales

#### Jeux olympiques
| Année | Position      |      | Année         | Position |               | Année | Position |
| 1976  | Non qualifiée | 1996 | Non qualifiée | 2016     | Non qualifiée |       |          |
| 1980  | Non qualifiée | 2000 | Non qualifiée | 2020     | Non qualifiée |       |          |
| 1984  | Non qualifiée | 2004 | Non qualifiée | 2024     | Non qualifiée |       |          |
| 1988  | Non qualifiée | 2008 | Non qualifiée | 2028     | -             |       |          |
| 1992  | Non qualifiée | 2012 | Non qualifiée | 2032     | -             |       |          |

#### Coupe du monde
| Année | Position           |      | Année         | Position |               | Année | Position |
| 1953  | Équipe inexistante | 1979 | Non qualifiée | 2006     | Non qualifiée |       |          |
| 1957  | Équipe inexistante | 1983 | Non qualifiée | 2010     | Non qualifiée |       |          |
| 1959  | Équipe inexistante | 1986 | Non qualifiée | 2014     | Non qualifiée |       |          |
| 1964  | Équipe inexistante | 1990 | Non qualifiée | 2018     | Non qualifiée |       |          |
| 1967  | Non qualifiée      | 1994 | Non qualifiée | 2022     | Non qualifiée |       |          |
| 1971  | Non qualifiée      | 1998 | Non qualifiée | 2026     | -             |       |          |
| 1975  | Non qualifiée      | 2002 | Non qualifiée | 2030     | -             |       |          |

#### AfroBasket
| Année | Position      |      | Année         | Position     |           | Année | Position |
| 1966  | Non qualifiée | 1990 | Non qualifiée | 2013         | 4e        |       |          |
| 1968  | Non qualifiée | 1993 | Non qualifiée | 2015         | Finaliste |       |          |
| 1970  | Non qualifiée | 1994 | Non qualifiée | 2017         | 8e        |       |          |
| 1974  | Non qualifiée | 1997 | 7e            | 2019         | 10e       |       |          |
| 1977  | Non qualifiée | 2000 | Non qualifiée | 2021         | Troisième |       |          |
| 1979  | Non qualifiée | 2003 | 8e            | 2023         | 6e        |       |          |
| 1981  | Non qualifiée | 2005 | Non qualifiée | 2025         | 5e        |       |          |
| 1983  | Troisième     | 2007 | 6e            | 2027         | -         |       |          |
| 1984  | Troisième     | 2009 | 7e            | Pays inconnu | -         |       |          |
| 1986  | 4e            | 2011 | 6e            | Pays inconnu | -         |       |          |